# Din (film)
Din (딘?, DinLR), noto anche con il titolo internazionale Dissolve , è un film del 2019 diretto da Kim Ki-duk.

## Trama
Due ragazze dalla vita molto diversa ma dall'aspetto uguale, una oppressa dalla famiglia e costretta a rispondere alle numerose chiamate del fratello, l'altra spavalda e indipendente che tradisce il suo ragazzo per un uomo ricco, si aiutano a vicenda scambiandosi d'identità. 